# Nemoria versiplaga
Nemoria versiplaga är en fjärilsart som beskrevs av Paul Dognin 1911. Nemoria versiplaga ingår i släktet Nemoria och familjen mätare. Inga underarter finns listade i Catalogue of Life.